# Ampedini
Tribu
Les Ampedini forment une tribu d'insectes de l'ordre des coléoptères et de la famille des élatéridés (taupins).
Son nom provient du grec αμπηδάω, αναπηδάω: ampēdáō, anapēdáō, je saute. En effet, comme tous les élatéridés ils échappent à leurs prédateurs en sautant à terre sur le dos, puis se redressent grâce à une rétraction musculaire puissante à l'articulation de leur pronotum, particulièrement mobile, et du mésothorax.
Les genres contenus par cette tribu ont été redéfinis par Johnson en 2002.

## Sous-tribus
- Ampedina
- Physorhinina
- Dicrepidiina
- Melanotina

## Liste des genres
Selon BioLib (4 avril 2019) :
- genre Ampedus Dejean, 1833
- genre Brachygonus Buysson, 1812
- genre Ischnodes Germar, 1844
- genre Reitterelater Platia & Cate, 1990

Selon Paleobiology Database (4 avril 2019) :
- genre Ampedus